# Lev Schnirelmann
Lev Guénrijovich Schnirelmann (también escrito Shnirelmán; en ruso: Лев Ге́нрихович Шнирельма́н; 2 de enero de 1905–24 de septiembre de 1938) fue un matemático soviético que trabajó en teoría de números, topología y geometría diferencial.
Trató de demostrar la conjetura de Goldbach. En 1930, mediante la criba de Brun, demostró que cualquier número natural mayor que 1 se puede representar como la suma de a lo sumo C números primos, donde C es una constante efectivamente computable.
Su otro aporte fundamental fue junto con Lázar Liustérnik. Juntos, desarrollaron la categoría de Lusternik-Schnirelmann, como se conoce en la actualidad, basándose en el trabajo anterior de Henri Poincaré, David Birkhoff y Marston Morse. La teoría proporciona un invariante global de los espacios, y ha conducido a avances en geometría diferencial y topología. También demostraron el teorema de las tres geodésicas, a saber, que una variedad de Riemann topológicamente equivalente a una esfera tiene al menos tres geodésicas cerradas simples.
Schnirelmann se graduó de la Universidad Estatal de Moscú en 1925 y posteriormente trabajó en el Instituto Steklov de Matemáticas (1934–1938). Su supervisor fue Nikolái Luzin.
Según las memorias de Pontriaguin, Schnirelmann se suicidó en Moscú.